# Пенни-почта
Penny Post — одна из нескольких почтовых служб, с помощью которых обычные письма можно было отправить за одно пенни. Пять таких почтовых служб работали в Великобритании, тогда как в США функционировали, как минимум, три таких  почтовых службы с простым фиксированным тарифом.

## Великобритания

### Лондонская пенни-почта
В Англии почтовая служба, с 1660 года Главное почтовое управление (General Post Office), превратилась в монополию, подтверждённую Оливером Кромвелем в 1654 году, на сбор и перевозку писем между почтовыми городами, однако службы доставки не было, пока Уильям Докрей и его партнёр Роберт Мюррей не учредили Лондонскую пенни-почту в 1680 году. Они основали местную почту, в которой использовался единый тариф в один старый пенни за доставку писем и посылок весом до одного фунта в пределах городов Вестминстер и Лондон, а также в Саутуарке. В день осуществлялось несколько доставок по городу, при этом почтовые отправления также доставлялись по адресам в радиусе до десяти миль (16 км) от Лондона, за дополнительную плату в одно пенни. В 1683 году Докрею пришлось передать пенни-почту  английской короне за распространение того, что считалось подстрекательскими бюллетенями, резко критиковавшими герцога Йоркского, который руководил Главным почтовым управлением и получал от него прямую выгоду.

### Местные пенни-почты
В 1765 году парламент разрешил создание пенни-почт в любом городе королевств Великобритании и Ирландии. В пределах определённой территории взимался единый почтовый тариф в одно пенни, рассчитываемый по весу. К началу XIX века их было много, их можно было опознать на конвертах по таким надписям, как «PP», «Py Post» или «Penny Post» наряду с названием города.
Первая служба пенни-почты в Эдинбурге, основанная в 1773/4 году Питером Уильямсоном, известным как «Индеец Питер», удачно сочетала пенни-почту с одним из первых в мире справочников улиц. Он доставлял почтовые отправления в 17 магазинов города (фактически почтовых отделений) и нанял четырех почтальонов в униформе. На их головных уборах была надпись «Penny Post» и номера 1, 4, 8 и 16, чтобы компания выглядела крупнее.

### Единая пенни-почта
5 декабря 1839 года Главное почтовое управление ввело Единую четырёхпенсовую почту (Uniform Fourpenny Post), но она просуществовала всего 36 дней до 9 января 1840 года, когда её сменила Единая пенни-почта (Uniform Penny Post). В 1835 году Роуленд Хилл опубликовал брошюру под названием «Реформа почтовой службы», которая привела к различным реформам и введению первой почтовой марки. Он убедил парламент провести столь необходимые реформы действующей почтовой связи. 10 января 1840 года на всей территории Великобритании и Ирландии была учреждена Единая пенни-почта (Uniform Penny Post), обеспечивающая безопасную, быструю и дешёвую пересылку писем. Хилл продемонстрировал, что существующая почтовая связь неэффективна, медлительна и экономически невыгодна. Время тратилось зря, пока почтальон ждал у каждого дома, чтобы получить оплату. С 6 мая 1840 года письма можно было предварительно оплачивать первой почтовой маркой, известной как «Чёрный пенни», за отправление весом до половины унции, в ином случае за письмо взималась плата в размере двух пенсов как за неоплаченные письма или требовалась уплата дополнительного почтового сбора. Использование предоплаченных почтовых отправлений с помощью наклеиваемых марок произвело революцию в почтовой связи. Хотя Почтовое управление изначально отнеслось к этому скептически, новая система оказалась ошеломляюще успешной, что привело к повышению эффективности, скорости и прибыльности.

### Океанская пенни-почта
Элихью Барритт (Elihu Burritt) предложил установить фиксированный тариф в одно пенни для всех почтовых отправлений по всей Британской империи в качестве средства содействия международному взаимодействию и международному единству. Этот проект получил известность как «Океанская пенни-почта» (Ocean Penny Post).

### Имперская пенни-почта
В Рождество 1898 года Имперская пенни-почта распространила действие этого тарифа на всю Британскую империю, за исключением Австралии и Новой Зеландии, которые не могли воспользоваться им до 1905 года. В 1908 году он был распространён на Америку.
В Великобритании тариф «Пенни-почта» был отменён в 1918 году.

## США
В США пенни-почта Сполдинга (Spaulding's Penny Post) работала в Буффало (штат Нью-Йорк) с 1847 года до 1850 года.
Пенни-почта Дэвиса (Davis' Penny Post) функционировала в Балтиморе (штат Мэриленд) в течение нескольких недель февраля 1856 года, оставив после себя несколько редких марок.
«The Penny Post» — журнал Общества перевозчиков и городских почт (Carriers and Locals Society), а также первоначальное название газеты «Цинциннати Пост» (The Cincinnati Post).